# سیدآباد (افغانستان)
سیدآباد شهری در ولایت میدان وردک در مرکز افغانستان است. این شهر مرکز ولسوالی سیدآباد است و شاهراه کابل-قندهار از آن گذر می‌کند.
جمعیت این شهر ۷٬۳۰۱ بوده‌است. مردم این شهر از طایفه پشتون وردک هستند.

## جغرافیا
سیدآباد در ارتفاع ۲٬۱۵۵ متری از سطح آب‌های آزاد واقع شده‌است.

## مردم‌شناسی
بیشینه مردم این شهر از تبار پشتون هستند. گویش وردگی زبان پشتو در این شهر رایج است.